# Munio Pillinger
Munio Pillinger war ein österreichischer Tischtennisspieler, der in den 1920er Jahren an drei Weltmeisterschaften teilnahm und zwei Silber- sowie zwei Bronzemedaillen gewann.

## Werdegang
Munio Pillinger spielte bei den Vereinen SC Hakoah Wien und SC Maccabi Wien.
Bei der WM 1926 in London gewann er mit der österreichischen Mannschaft Silber hinter Ungarn. Im Einzel erreichte er nach Siegen über J.K. Werner (England), H. A. Bennett (England), Hans-Georg Lindenstaedt (Deutschland) (kampflos) und Hedley Penny (Wales) das Halbfinale, in dem er dem späteren Weltmeister Roland Jacobi (Ungarn) unterlag. Dem Doppel mit Paul Flußmann reichte ein Erstrundensieg gegen die Engländer C. G. Mase/Bernard Bernstein (England) sowie ein kampfloses Weiterkommen in Runde zwei zum Einzug ins Halbfinale. Auch hier verloren sie gegen die späteren Weltmeister Roland Jacobi/Dániel Pécsi (Ungarn), es reichte also „nur“ zu Bronze.
Auch bei der nächsten WM, 1928 in Stockholm, erreichte er mit der Mannschaft das Endspiel gegen Ungarn, das wieder verloren ging. Im Einzel schied er durch eine Niederlage gegen Bedrich Fritz Nikodem (TCH) aus. Das Doppel mit Paul Flußmann besiegte C.G. Mase/A.E. Stillwell (England) und Antonin Malecek/Erwin Fleischmann (TCH) und scheiterte dann im Viertelfinale an Charles Bull/Fred Perry (England).
1929 blieb er ohne Medaillengewinn. In der österreichischen Mannschaft wurde er nicht eingesetzt. Im Einzel gewann er gegen Arturas Amonas (Litauen) und verlor dann gegen Antonin Malecek (TCH). Im Doppel trat er diesmal mit Erwin Kohn auf. Dem Sieg über Fritz Nikodem/Erwin Fleischmann (TCH) folgte eine Niederlage gegen István Kelen/Zoltán Mechlovits (Ungarn).

## Turnierergebnisse
| Verband | Veranstaltung     | Jahr | Ort       | Land | Einzel     | Doppel        | Mixed        | Team |
| ------- | ----------------- | ---- | --------- | ---- | ---------- | ------------- | ------------ | ---- |
| AUT     | Weltmeisterschaft | 1929 | Budapest  | HUN  | letzte 32  | letzte 16     | letzte 32    |      |
| AUT     | Weltmeisterschaft | 1928 | Stockholm | SWE  | letzte 64  | Viertelfinale | keine Teiln. | 2    |
| AUT     | Weltmeisterschaft | 1926 | London    | ENG  | Halbfinale | Halbfinale    | keine Teiln. | 2    |